# Circuito di Zolder
Il circuito di Zolder (noto anche come Omloop van Terlaemen) è un autodromo situato in Belgio che ha ospitato dieci edizioni del Gran Premio del Belgio di Formula 1 (nel 1973, dal 1975 al 1982 e nel 1984) e il Gran Premio del Belgio del Motomondiale nel 1980.

## Storia
Già negli anni cinquanta nella cittadina di Zolder si svolgevano competizioni motoristiche organizzate da un'associazione di appassionati del luogo e nel 1961, in cerca di una migliore collocazione per tali eventi, fu individuata l'area del Omloop van Terlaemen (in fiammingo circuito di Terlaemen), che col passare del tempo sarebbe stato trasformato in un vero e proprio autodromo, progettato da Johannes Bernhardus Theodorus "Hans" Hugenholtz e inaugurato nel 1963.
Il circuito, servì dall'inizio degli anni settanta per ospitare il gran premio in alternanza con Nivelles, dato che per i piloti il vecchio tracciato di Spa-Francorchamps non garantiva più sufficiente sicurezza nel corrervi con delle vetture sempre più performanti. Nel 1972, per rallentare le vetture, fu costruita una chicane a metà del tratto veloce opposto ai box (la Kleine chicane), mentre tre anni dopo, la veloce sinistra-destra prima del traguardo (la Jacky Ickxbocht) fu trasformata in una variante più lenta; ciò nonostante, la pista cominciò a dimostrare di non essere più adeguata agli standard della Formula 1 moderna, che lamentava spazi di fuga troppo esigui e box decisamente stretti. Nelle prove libere del Gran Premio del Belgio 1981 un meccanico della Osella, Giovanni Amadeo, morì cadendo dal muretto box proprio davanti alla Williams di Carlos Reutemann che si accingeva ad entrare in pista; il campione argentino non poté fare niente per evitarlo, vista la mancanza di spazio per una manovra d'emergenza e per questo motivo i piloti manifestarono la loro disapprovazione alla partenza del gran premio.
Il fatto che rese tristemente famosa la pista fiamminga capitò l'8 maggio 1982: durante le qualifiche del Gran Premio del Belgio, Gilles Villeneuve morì dopo un volo causato da un contatto tra la sua Ferrari e la March di Jochen Mass, avvenuto nel tratto prima della Terlamenbocht, che nel 1986 fu rallentato con un'ulteriore chicane, intitolata al campione canadese (di cui è presente un monumento all'esterno della curva a lui fatale e un altro nel paddock costruito per il ventennale della morte), una modifica che fu accompagnata da un ulteriore rallentamento della Jacky Ickxbocht (che ora ha entrambe le curve a 90°) e dal rallentamento della prima curva.
Nel frattempo, l'apertura del nuovo tracciato di Spa-Francorchamps avvenuta nel 1979 con una gara del Motomondiale e il ritorno della Formula 1 su quel circuito nel 1983, fece sì che, a parte un'ultima gara nel 1984, il gran premio si trasferisse definitivamente nella sua sede originale. Nel 2001 l'ultima modifica di un certo rilievo, con la prima curva (la Eerste Linkse) che venne ridisegnata e anticipata, trasformandosi in una secca curva a 90° e guadagnando un'ampia via di fuga, con relativo diverso raccordo con la successiva Sterrewachtbocht e conseguente accorciamento del tracciato da 4 184 metri fino a 3 977 metri.
Abbandonato dalle maggiori competizioni automobilistiche internazionali, attualmente ospita la 24 ore di Zolder e una gara valida per le World Series by Renault; inoltre, al suo interno, ogni anno viene anche realizzato un tracciato di Motocross che ospita una gara del mondiale. Nel 1969 e nel 2002 l'autodromo ha ospitato due edizioni dei Campionati del mondo di ciclismo su strada, vinte rispettivamente (categoria uomini élite) dall'olandese Harm Ottenbros e dall'italiano Mario Cipollini.

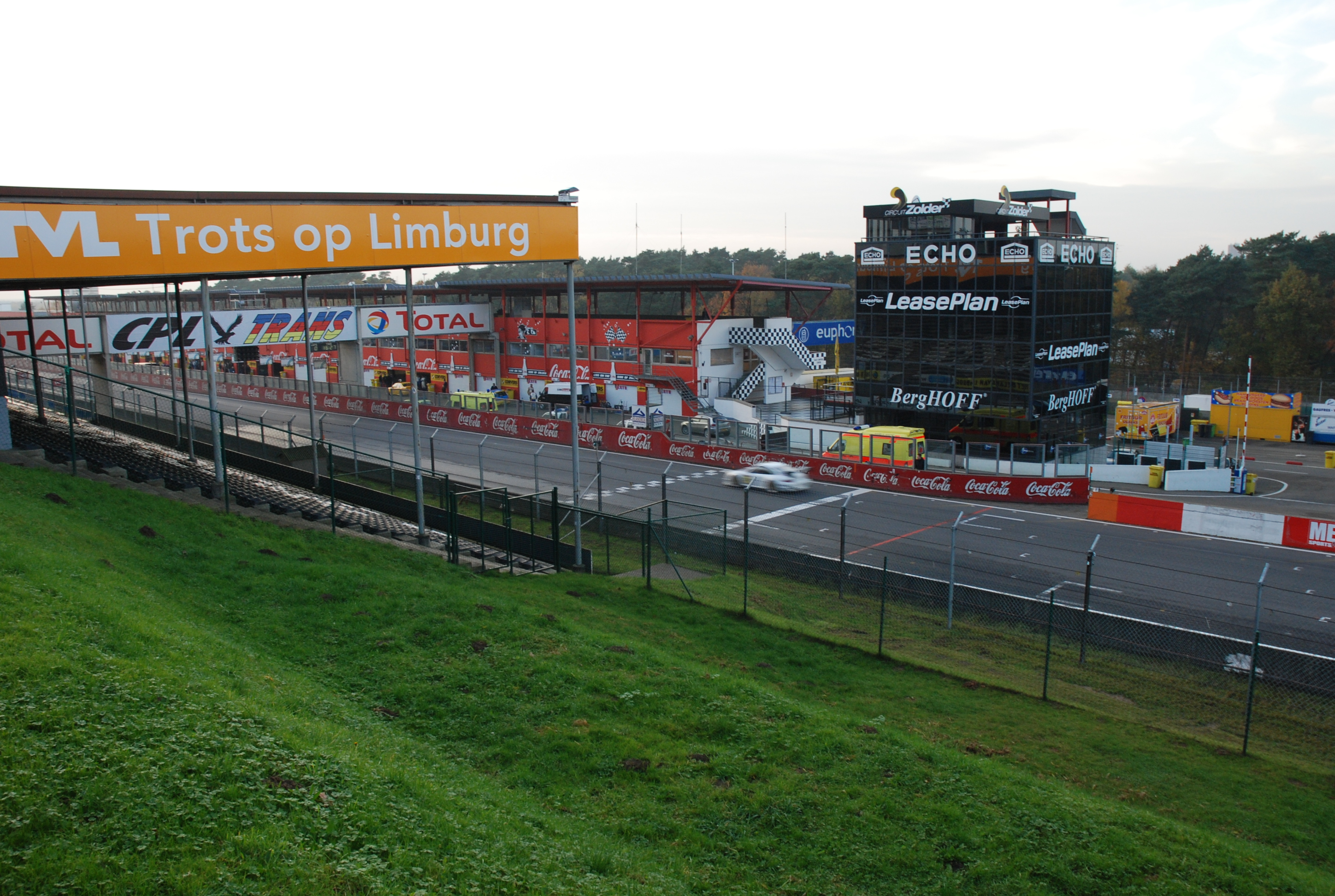
Zolder nel 2008

Nel 2010 il circuito è tornato ad ospitare un'importante gara automobilistica internazionale, la quarta prova del WTCC.
Nel 2019 torna in calendario per ospitare una gara del DTM.

## Mappe del circuito

La configurazione di 4 186 metri
La configurazione di 4 220 metri utilizzata nel 1973
La configurazione di 4 262 metri utilizzata dal 1975 al 1982 e nel 1984
La configurazione di 4 184 metri

## Albo d'oro della Formula 1
| Anno | Pilota                                      | Scuderia                                    |
| ---- | ------------------------------------------- | ------------------------------------------- |
| 1973 | Jackie Stewart                              | Tyrrell                                     |
| 1974 | Disputato sul Circuito di Nivelles          | Disputato sul Circuito di Nivelles          |
| 1975 | Niki Lauda                                  | Ferrari                                     |
| 1976 | Niki Lauda                                  | Ferrari                                     |
| 1977 | Gunnar Nilsson                              | Lotus                                       |
| 1978 | Mario Andretti                              | Lotus                                       |
| 1979 | Jody Scheckter                              | Ferrari                                     |
| 1980 | Didier Pironi                               | Ligier                                      |
| 1981 | Carlos Reutemann                            | Williams                                    |
| 1982 | John Watson                                 | McLaren                                     |
| 1983 | Disputato sul Circuito di Spa-Francorchamps | Disputato sul Circuito di Spa-Francorchamps |
| 1984 | Michele Alboreto                            | Ferrari                                     |

### Vittorie per pilota
| Vittorie | Pilota           | Anno(i)/Vettura             |
| -------- | ---------------- | --------------------------- |
| 2        | Niki Lauda       | 1975/Ferrari - 1976/Ferrari |
| 1        | Jackie Stewart   | 1973/Tyrrell                |
| 1        | Gunnar Nilsson   | 1977/Lotus                  |
| 1        | Mario Andretti   | 1978/Lotus                  |
| 1        | Jody Scheckter   | 1979/Ferrari                |
| 1        | Didier Pironi    | 1980/Ligier                 |
| 1        | Carlos Reutemann | 1981/Williams               |
| 1        | John Watson      | 1982/McLaren                |
| 1        | Michele Alboreto | 1984/Ferrari                |

### Vittorie per scuderia
| Vittorie | Scuderia | Anno(i)/Pilota                                                                  |
| -------- | -------- | ------------------------------------------------------------------------------- |
| 4        | Ferrari  | 1975/Niki Lauda - 1976/Niki Lauda - 1979/Jody Scheckter - 1984/Michele Alboreto |
| 2        | Lotus    | 1977/Gunnar Nilsson - 1978/Mario Andretti                                       |
| 1        | Tyrrell  | 1973/Jackie Stewart                                                             |
| 1        | Ligier   | 1980/Didier Pironi                                                              |
| 1        | Williams | 1981/Carlos Reutemann                                                           |
| 1        | McLaren  | 1982/John Watson                                                                |